# Церковь Покрова Пресвятой Богородицы в Голиках

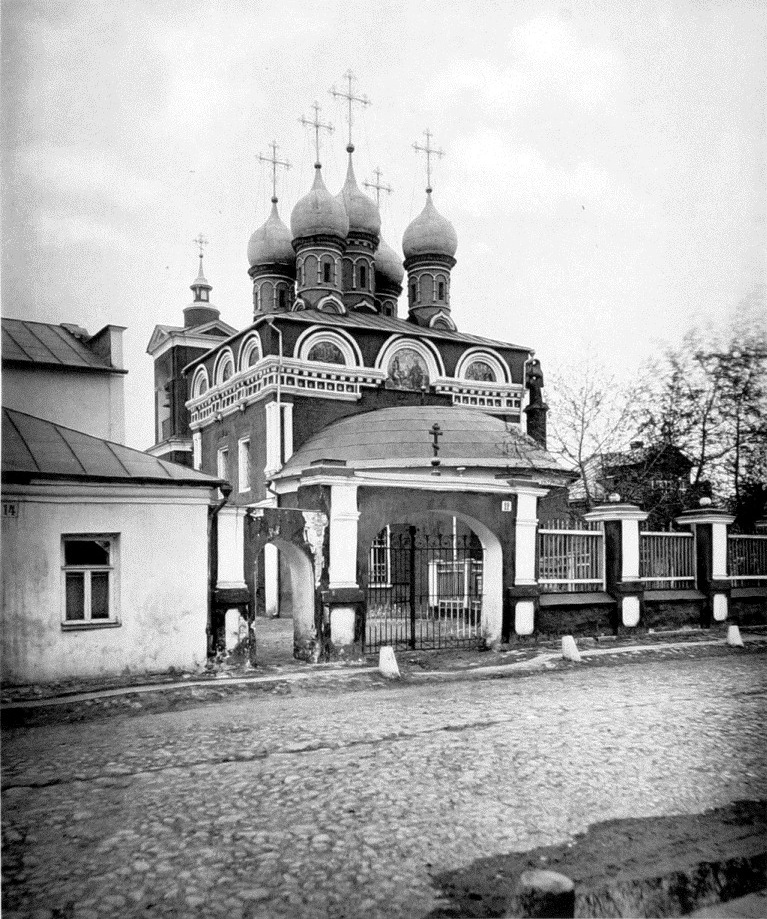
Покровская церковь в 1883 году

Церковь Покрова Пресвятой Богородицы в Голиках — храм Русской православной церкви, построенный в 1693-1702 годах в Москве и снесённый в 1931 году.
Точная дата постройки церкви не известна. Первое упоминание о ней датируется 1625 годом. В окладных книгах патриаршего приказа церковь именовалась «что в Малых Ордынцах, за Москвой-рекою». Наряду с другими столичными церквями, Покровская была обыденною, что значит построенной «обыдень», в один день, очень скоро. Как правило, такие церкви строилась по обету, обещанию.
Предположительно, местность, где была расположена церковь, была безлесной, голой, и поэтому называлась Голиками и церковь стала также называться – «что на Голиках». Строительство каменной церкви, профинансированное купцами Лабазиными, началось в 1695 году и завершилось спустя 7 лет — в 1702 году. Трапезная и колокольня оставались неизменными вплоть до начала XX века, их перестроили только в 1902 — 1903 годах. В 1929 году решением московских властей церковь была закрыта. В 1931 году её снесли.